# Eparchia di Novorossijsk

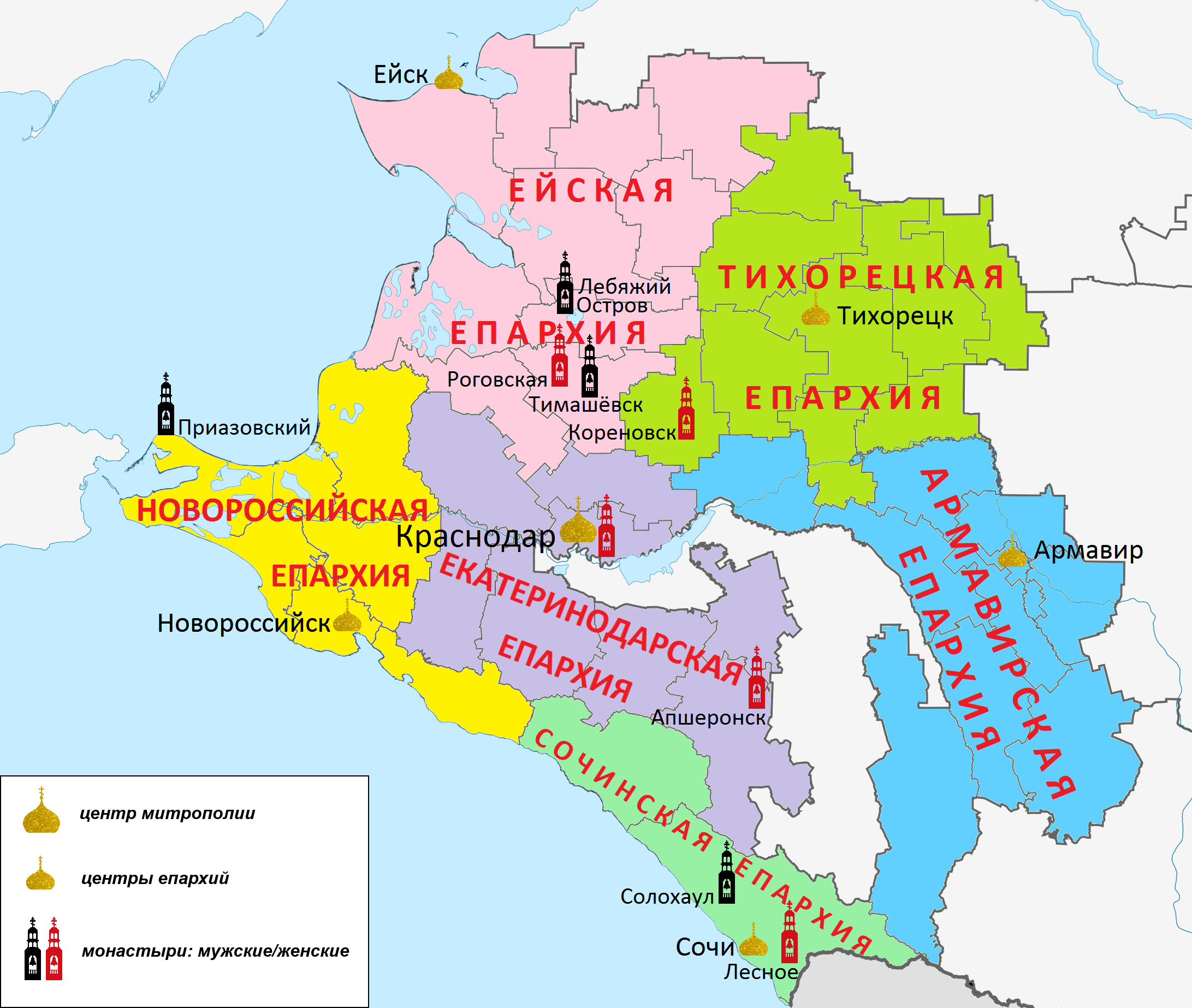
Mappa delle eparchie della metropolia del Kuban': nella parte occidentale, in giallo, il territorio dell'eparchia di Novorossijsk.

L'eparchia di Novorossijsk (in russo Новороссийская епархия?) è una diocesi della Chiesa ortodossa russa, appartenente alla metropolia del Kuban'.

## Territorio
L'eparchia comprende le città di Anapa, Gelendžik, Krymsk, Novorossijsk, Slavjansk-na-Kubani e i rajon Anapskij, Krymskij, Slavjanskij e Temrjukskij nel territorio di Krasnodar.
Sede eparchiale è la città di Novorossijsk, dove si trova la cattedrale dell'Assunzione.
L'eparca ha il titolo ufficiale di «eparca di Novorossijsk e Gelendžik».

## Storia
L'eparchia è stata eretta dal Santo Sinodo della Chiesa ortodossa russa il 12 marzo 2013, ricavandone il territorio dall'eparchia di Ekaterinodar.